# حركات الحقوق المدنية

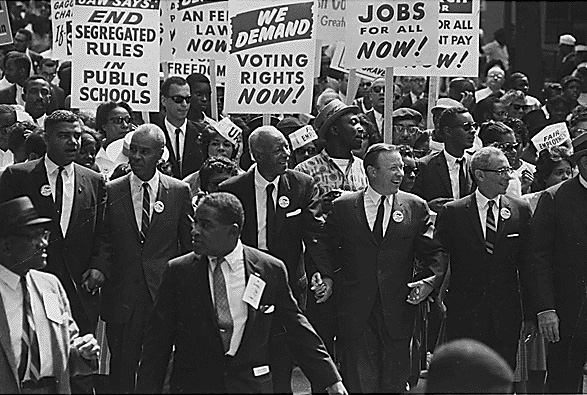
مسيرة 1963 في واشنطن

حركات الحقوق المدنية هي سلسلة من الحركات السياسية العالمية للمساواة أمام القانون، بلغت ذروتها عام 1960. تميزت في العديد من الحالات باحتجاجات سلمية، أو اتخذت شكل حملات مقاومة مدنية هدفت إلى تحقيق التغيير من خلال أشكال المقاومة السلمية. كانت مصحوبة أو ملحوقة في بعض الحالات باضطرابات مدنية وتمرد مسلح. وكانت العملية طويلة وهشة في العديد من البلدان، لم تحقق العديد من هذه الحركات، أو لم تحقق حتى الآن أهدافها بالكامل، رغم أن جهود هذه الحركات أدى إلى تحسينات في الحقوق القانونية لبعض فئات الشعب المضطهدة سابقًا في بعض المناطق.
شمل الهدف الرئيسي لحركة الحقوق المدنية الناجحة وغيرها من الحركات الاجتماعية للحقوق المدنية ضمان أن حقوق جميع الأشخاص كانت وما زالت محمية وبشكل متساوٍ بموجب القانون. وتضمنت هذه على سبيل المثال لا الحصر حقوق الأقليات وحقوق المرأة وحقوق المثليين.

## حركة الحقوق المدنية في أيرلندا الشمالية
تعتبر أيرلندا الشمالية جزءًا من المملكة المتحدة التي شهدت أعمال عنف على مدى عدة عقود، عرفت باسم الاضطرابات، والتي نشأت عن التوترات بين الأغلبية البريطانية (الاتحادية، البروتستانت) والأقلية الأيرلندية (القومية، الكاثوليكية) بعد تقسيم أيرلندا عام 1920.
يمكن نسب نضال الحقوق المدنية في أيرلندا الشمالية للنشطاء في دونغاننون بقيادة أوستن كوري، الذين كانوا يناضلون للمساواة في الحصول على السكن العام لأفراد المجتمع الكاثوليكي. وما كان لهذه القضية المحلية أن تؤدي إلى صراع من أجل الحقوق المدنية لولا حقيقة أن صاحب المنزل المسجّل كان مؤهلًا للحصول على امتياز الحكومة المحلية في أيرلندا الشمالية.
أُطلقت حملة العدالة الاجتماعية في بلفاست في يناير 1964. انضمت هذه المنظمة إلى الكفاح في سبيل إسكان أفضل وإنهاء التمييز في التوظيف. وعدت حملة العدالة الاجتماعية المجتمع الكاثوليكي بأن تصبح صرخاته مسموعة. طعنوا في الحكومة ووعدوا برفع قضيتهم إلى لجنة حقوق الإنسان في ستراسبورغ والأمم المتحدة.
بعد أن بدأت مع القضايا المحلية الأساسية، تصاعد كفاح الحقوق المدنية في أيرلندا الشمالية إلى حركة واسعة النطاق تجسدت برابطة الحقوق المدنية في أيرلندا الشمالية. التي قامت بحملات في أواخر الستينيات وأوائل السبعينيات، نمذجت نفسها بوعي وفقًا لحركة الحقوق المدنية الأمريكية واستخدمت أساليب مماثلة للمقاومة المدنية. نظمت  مسيرات واحتجاجات للمطالبة بحقوق متساوية وإنهاء التمييز.
كان لرابطة الحقوق المدنية في أيرلندا الشمالية خمسة مطالب رئيسية:
- رجل واحد، صوت واحد.
- إنهاء التمييز في الإسكان.
- إنهاء التمييز في الحكومة المحلية.
- إنهاء التقسيم الجغرافي لحدود المقاطعة، التي تحد من تأثير التصويت الكاثوليكي.
- حل قوات بي الخاصة، وهي احتياطي شرطة بروتستانتي بالكامل، وتُعتبر طائفية.

سعت هذه المطالب المحددة لهدف نهائي كان هدف النساء في البداية وهو إنهاء التمييز.
سرعان ما أطلق نشطاء الحقوق المدنية في أنحاء أيرلندا الشمالية حملة للمقاومة المدنية. كانت هناك معارضة من الموالين الذين تلقوا المساعدة من شرطة أولستر الملكية، قوات الشرطة في أيرلندا الشمالية. كانت نسبة البروتستانت في هذه المرحلة في شرطة أولستر الملكية أكثر من 90 ٪. تصاعد العنف، ما أدى إلى نهوض الجيش الجمهوري الأيرلندي المؤقت من الطائفة الكاثوليكية، وهي مجموعة تُذكر بحرب الاستقلال والحرب الأهلية التي حدثت في عشرينيات القرن الماضي والتي شنت حملة عنف لإنهاء الحكم البريطاني في أيرلندا الشمالية. ردت القوات شبه العسكرية الموالية لأولستر على ذلك بحملة دفاعية عنيفة وردت الحكومة البريطانية بسياسة اعتقال دون محاكمة لأعضاء الجيش الجمهوري الأيرلندي المشتبه بهم.
استمر الاعتقال لعدة سنوات واعتقل أكثر من 300 شخص، كان أغلب المعتقلين من قبل القوات البريطانية كاثوليك. رفعت حكومة جمهورية أيرلندا عام 1978 دعوى ضد حكومة المملكة المتحدة إلى المحكمة الأوروبية لحقوق الإنسان، قضت فيها المحكمة أن أساليب الاستجواب التي وافق عليها الجيش البريطاني لاستخدامها على المعتقلين عام 1971 بلغت درجة المعاملة «اللا إنسانية والمهينة».
شجع الجيش الشعبي الأيرلندي الجمهوريين على الانضمام إلى حركة الحقوق المدنية، لكن لم يسيطر أبدًا على رابطة الحقوق المدنية لأيرلندا الشمالية. ناضلت جمعية الحقوق المدنية لأيرلندا الشمالية لإنهاء التمييز ضد الكاثوليك ولكن لم تتخذ موقفًا بشأن شرعية الدولة. أوضح الزعيم الجمهوري جيري آدمز لاحقًا أن الكاثوليك رأوا أنه كان من الممكن سماع مطالبهم، وكتب قائلاً: «لقد تمكنا من رؤية مثال على حقيقة أنه لا يجب عليك أخذ الشيء فقط، بل ويمكنك القتال من أجله». للحصول على تفسير ونقد لحركات الحقوق المدنية في أيرلندا الشمالية التي تنعكس على العلاقة الغامضة بين أسباب الحقوق المدنية ومعارضة الاتحاد مع المملكة المتحدة، راجع أعمال ريتشارد الإنجليزية.
وقعت أحد أكثر الأحداث أهمية في عصر الحقوق المدنية في أيرلندا الشمالية في ديري، والتي صعّدت الصراع من العصيان المدني السلمي إلى الصراع المسلح. بدأت معركة بوغسايد في 12 أغسطس عندما عبرت فرقة من الأولاد المتدربين (وهي تنظيم بروستانتي) بموكب عبر موقع واترلو، حيث تجمع حشد كبير عند مدخل شارع ويليم، على حافة بوغسايد. تصف الإفادات المختلفة أول اندلاع للعنف بتقارير تفيد أنه كان إما هجومًا قام به شباب من بوغسايد على شرطة أولستر الملكية، أو اندلاع قتال بين البروتستانت والكاثوليك. تصاعد العنف وشُيدت المتاريس لتصبح تاليًا منطقة «فري ديري»، استمر البوغسايديون بقتال شرطة أولستر الملكية لعدة أيام بالحجارة والقنابل النفطية. أخيرًا، سحبت الحكومة شرطة أولستر الملكية واستبدلتها بالجيش، الذي حل حشود الكاثوليك الذين تحصنوا في بوغسايد.
الأحد الدموي، 30 يناير 1972، في ديري يراه البعض نقطة تحول في حركة الحقوق المدنية. قُتل 14 متظاهرًا كاثوليكيًا غير مسلّح محتجًا ضد الاعتقال من الحقوق المدنية بالرصاص على يد الجيش البريطاني، وترك العديد من الجرحى في الشوارع.
حققت عملية السلام في السنوات الأخيرة مكاسب كبيرة. بفضل الحوار المفتوح من جميع الأطراف، استمرت حالة وقف إطلاق النار من قبل جميع الجماعات شبه العسكرية الرئيسية. تحقق اقتصاد أقوى حسّن مستوى المعيشة في أيرلندا الشمالية. أصبحت القضايا المتعلقة بالحقوق المدنية قليلة الأهمية بالنسبة للكثيرين في أيرلندا الشمالية على مدار العشرين عام الماضية باعتبار أن القوانين والسياسات تحمي حقوقهم. نُفذت أشكال العمل الإيجابي في جميع المكاتب الحكومية والعديد من الشركات الخاصة. لا تزال التوترات قائمة، لكن الغالبية العظمى من المواطنين لم تعد تتأثر بالعنف.  

## الثورة الكندية الهادئة
جلبت الستينيات من القرن الماضي تغييرًا سياسيًا واجتماعيًا حادًا إلى مقاطعة كيبيك الكندية، بانتخاب رئيس الوزراء الليبرالي جان ليساج بعد وفاة موريس دوبليسيس، الذي كان ينظر إلى حكومته من منظور واسع على أنها فاسدة. تضمنت هذه التغييرات علمنة أنظمة التعليم والرعاية الصحية، التي خضعت لسيطرة الكنيسة الرومانية الكاثوليكية بشدة، والتي أغضب دعمها لدوبليسيس وفساده الظاهر العديد من الكابيكوا (سكان مقاطعة كيبيك). سعت سياسات الحكومة الليبرالية أيضًا إلى منح كيبيك مزيدًا من الاستقلال الاقتصادي، مثل تأميم هيدرو كيبيك وإنشاء شركات عامة للصناعات التعدينية والحراجية والصلبة والبترولية في المقاطعة. وشملت التغييرات الأخرى إنشاء خطة معاشات كيبيك وقوانين العمل الجديدة التي جعلت تشكيل النقابات أسهل ومنحت العمال الحق في الإضراب.
أعطت التغييرات الاجتماعية والاقتصادية للثورة الهادئة الحياة لحركة السيادة في كيبيك، ووجد المزيد من الكابيكوا أنفسهم مختلفين ثقافياً وبشكل واضح عن بقية كندا. أُنشِئ الحزب الكيبيكي الانفصالي عام 1968 وفاز بانتخابات كيبيك العامة عام 1976. سنّ تشريعًا يهدف إلى ترسيخ اللغة الفرنسية كلغة الأعمال في المقاطعة، مع تقييد استخدام اللغة الإنجليزية في اللافتات بشكل مثير للجدل وتقييد أحقية الطلاب بالتعلم باللغة الإنجليزية.
أنشئت جبهة راديكالية من القومية الكندية الفرنسية جبهة تحرير كيبيك، التي استخدمت الإرهاب منذ عام 1963 لجعل كيبيك دولة مستقلة. في أكتوبر 1970، وردًا على اعتقال بعض أعضاء جبهة تحرير كيبيك في أوائل العام، اختطفت جبهة التحرير الوطني الدبلوماسي البريطاني جيمس كروس ووزير العمل في كيبيك بيير لابورت، اللذين قُتلا في وقتٍ لاحق. استند رئيس الوزراء الكندي آنذاك بيير إليوت ترودو (وهو كندي فرنسي) إلى قانون التدابير الحربية، وأعلن الأحكام العرفية في كيبيك، واعتقل الخاطفين بنهاية العام.